# 닥터 두리틀 3
닥터 두리틀 3(Dr. Dolittle 3)은 미국에서 제작된 리치 쏜 감독의 2006년 가족, 코미디 영화이다. 카일라 프랫 등이 주연으로 출연하였고 존 데이비스 등이 제작에 참여하였다.

## 출연

### 주연
- 카일라 프랫
- 크리스틴 윌슨

### 조연
- 월커 하워드
- 존 아모스
- 루시아나 캐로
- 토미 스나이더
- 캘럼 워시
- 라이언 맥도넬
- 쉐니어 헌댈
- 존 노박
- 첼랜 시몬스
- 엑스타시아 샌더스
- 타라 윌슨

## 제작진
- 공동제작: 코니 돌핀
- 미술: 매튜 버전
- 의상: 베벌리 워척
- 배역: 선데이 볼링
- 배역: 멕 모맨